# Pompeo Agrifoglio
Pompeo Giorgio Alfonso Agrifoglio (Terni, 24 aprile 1889 – Palermo, 1º maggio 1948) è stato un militare e agente segreto italiano.

## Biografia
Nasce a Terni il 24 aprile 1889 in vico Santa Chiara (a due passi dal Duomo di Terni), da una famiglia di origini siciliane, figlio di Tommaso e di Italia Bellotti.
Il foglio matricolare lo indica iscritto nelle liste leva del 1890; nel 1910 è chiamato a marcare visita e la commissione lo giudica rivedibile per insufficienza toracica. L'anno successivo presenta domanda quale allievo ufficiale (matricola 23058) e, accettato, viene immatricolato ed inviato all'86º Reggimento fanteria, partecipando con il grado di sottotenente alla Grande Guerra. Nel 1917, con il grado di tenente, nella 10ª battaglia dell'Isonzo, ottenne una medaglia di bronzo al valor militare. Finito il conflitto, fino al 1920 fu al Distretto militare di Orvieto. Nel 1938 raggiunge il grado di tenente colonnello di Fanteria.

### Agente segreto
Il nome del militare ternano riemerge dopo alcuni anni in una serie di operazioni che coinvolgono il Servizio Informazioni Militare, agenzia di controspionaggio del Regno d'Italia che resterà operativa fino al termine della seconda guerra mondiale.
Con il grado di colonnello, coordina dal 1941 sul fronte africano attività di spionaggio per conto del SIE (servizio informazioni esercito) fino al 1943, responsabile di una stazione radio clandestina collegata al SIM; in seguito, con lo sfondamento del fronte da parte degli Alleati e la conseguente sconfitta dell'Asse nel maggio 1943 in Tunisia, Agrifoglio finisce prigioniero del nemico.
La detenzione, tuttavia, dura solo pochi mesi perché il generale Castellano, firmatario dell'Armistizio di Cassibile, lo rintraccia in un campo di internamento alleato nel settembre 1943 e gli affida la riorganizzazione dei servizi segreti del Regno del Sud.
Dal 24 settembre l'hotel Impero di Brindisi diventa sede dell'Ufficio I del Comando Supremo (poi tornerà SIM), articolato in cinque reparti:
- Zuretti - situazione
- Calderini - I Sezione offensiva, operazioni coordinate con lo Special Operations Executive (Gruppo Bande e Sabotaggio) e con l'Office of Strategic Services
- Bonsignore - controspionaggio, I Reparto dell'Ufficio Informazioni e Collegamento del Comando Supremo
- sezione cifrari e censura;
- sezione tecnica.

### Dopoguerra
Dopo una proficua collaborazione con i servizi segreti alleati, in particolare con la sezione del capitano Max Corvo, il colonnello Pompeo Agrifoglio si congedò nel dicembre 1945, ultimo direttore facente funzioni del Servizio informazioni militare (Capo 2ª Sezione Ufficio D del SIM) prima del suo scioglimento, e si trasferì in Sicilia.
Nel 1947 a Palermo avrebbe fondato quattordici società per azioni, molti anni dopo rivelatesi puramente dei paravento per operazioni in cui erano coinvolti massoni, ambienti vicini all'intelligence atlantica ed esponenti dell'estrema destra.
Agrifoglio si spegne a Palermo il 1º maggio 1948 all'età di 59 anni.

### Memoria
Nel gennaio 2022 il Comune di Terni ha accolto la proposta di Amici Fondazione Ugo Spirito - Renzo De Felice Sede di Terni di ricordare la figura dell'agente segreto ed ultimo Direttore del SIM Pompeo Agrifoglio con l'apposizione di una targa in vico Santa Chiara, in quel centro storico di Terni che gli ha dato i natali nel 1889.